# ステファン・ターノフスキー
ステファン・ターノフスキー（Stephen J. Turnovsky、1941年4月5日 - ）は、ニュージーランドのウェリントン生まれのアメリカの経済学者である。
専門は、ミクロ経済学、マクロ経済学、貨幣経済学、国際金融論、成長理論、計量経済学である。

## 略歴
- 1941年 - ニュージーランドのウェリントンで生まれる。
- 1959年〜1962年 - ヴィクトリア大学ウェリントンで勉強する。
- 1962年 - ヴィクトリア大学ウェリントンを純粋数学、応用数学、経済学で卒業する（B.A.）。
- 1963年 - ヴィクトリア大学ウェリントンの数学学部のジュニア講師となる。
- 1963年 - ヴィクトリア大学ウェリントンで数学の修士号をえる（M.A.）
- 1964年〜1968年 - ハーヴァード大学で勉強する。
- 1966年〜1968年 - ハーヴァード大学のティーチング・フェローとなる。
- 1968年 - ハーヴァード大学でPh.D.をえる（博士論文「供給における不確実性条件の下での消費者行動」）。
- 1968年〜1971年 - ペンシルヴァニア大学経済学部の助教授となる。
- 1971年〜1972年 - トロント大学政治経済学部の准教授となる。
- 1972年〜1982年 - オーストラリア国立大学の教授となる。
- 1982年〜1988年 - イリノイ大学の経済学教授（IBE Distinguished Professor）となる。
- 1988年〜現在 - ワシントン大学（シアトル）の経済学教授となる。
- 1993年〜現在 - ワシントン大学（シアトル）の経済学教授（Castor Professor）となる。

## 栄誉・受賞
- 1976年〜現在 - オーストラリア社会科学アカデミーのフェロー
- 1981年〜現在 - 計量経済学会のフェロー
- 1982年〜1984年 - 経済動学およびコントロール学会の会長
- 1994年と1995年 - 国際経済金融学会の会長
- 2004年〜2006年 - コンピュータ経済学会の会長

## 学会
- 1964年〜現在 - アメリカ経済学会
- 1966年〜現在 - 計量経済学会
- 1970年〜1987年 - アメリカ統計学会
- 1971年〜現在 - カナダ経済学会
- 1972年〜2010年 - オーストラリア・ニュージーランド経済学会
- 1973年〜1980年 - オーストラリア統計学会
- 1973年〜現在 - 王立経済学会
- 1979年〜現在 - 経済動学およびコントロール学会
- 1997年〜現在 - コンピュータ経済学会

## 著作

### 日本語訳
- エドヴィン・ブルマイスター、A・ロドニー・ドベル著『テキストブック現代経済成長理論』、勁草書房、1967年（第10章.ターンパイク定理と有効経済成長、ステファン・J・ターノフスキー稿）
- ステファン・ターノフスキー『マクロ経済分析と安定性』、石弘光・油井雄二共訳、マグロウヒル好学社、1980年
- 野口悠紀雄・マルチェロ・ビアンコーニほか『比較・日米マクロ経済政策』（シリーズ・現代経済研究）、日本経済新聞社、1996年

### 原著

#### 著書
- The Inflationary Process in North American Manufacturing, Prices and Incomes Commission, Ottawa, 1973, pp. 260, (with L. D. Taylor and T. A. Wilson).
- Macroeconomic Analysis and Stabilization Policy. Cambridge University Press, Cambridge (1977), pp. 390.
- International Macroeconomic Stabilization Policy, Basil Blackwell, Oxford, 1990, pp.390.
- Methods of Macroeconomic Dynamics, MIT Press, Cambridge MA, 1995, pp.535; 2nd Edition 2000, pp. 670.
- International Macroeconomic Dynamics, MIT Press, 1997, pp. 490.
- Capital Accumulation and Economic Growth in a Small Open Economy, Cambridge University Press 2009, pp. 241.

#### 共編著
- Applications of Control Theory to Economic Analysis (ed.), North-Holland in "Contributions Series," 1977, pp. 363 (with J. D. Pitchford).
- Advances in Economic Theory and Econometrics: Eighth World Congress Econometric Society, (ed.) Cambridge University Press, 2002, 3 volumes (with M. Dewatripont, and L. Hansen).
- Growth and Inequality: Issues and Policy Implications (ed.) MIT Press, Cambridge MA, 2003, (with T. Eicher).
- Economic Growth and Macroeconomic Dynamics: Some Recent Developments (ed.) Cambridge University Press, 2004, (with S. Dowrick, and R. Pitchford).

## 書評
- 書評Economic Growth and Macroeconomic Dynamics